# Orthocis undulatus
Orthocis undulatus is een keversoort uit de familie houtzwamkevers (Ciidae). De wetenschappelijke naam van de soort werd in 1880 gepubliceerd door Thomas Broun.